# 黄溪楠
黄溪楠（学名：Keenania flava），为茜草科溪楠属下的一个植物种。